# Castelo Giffen

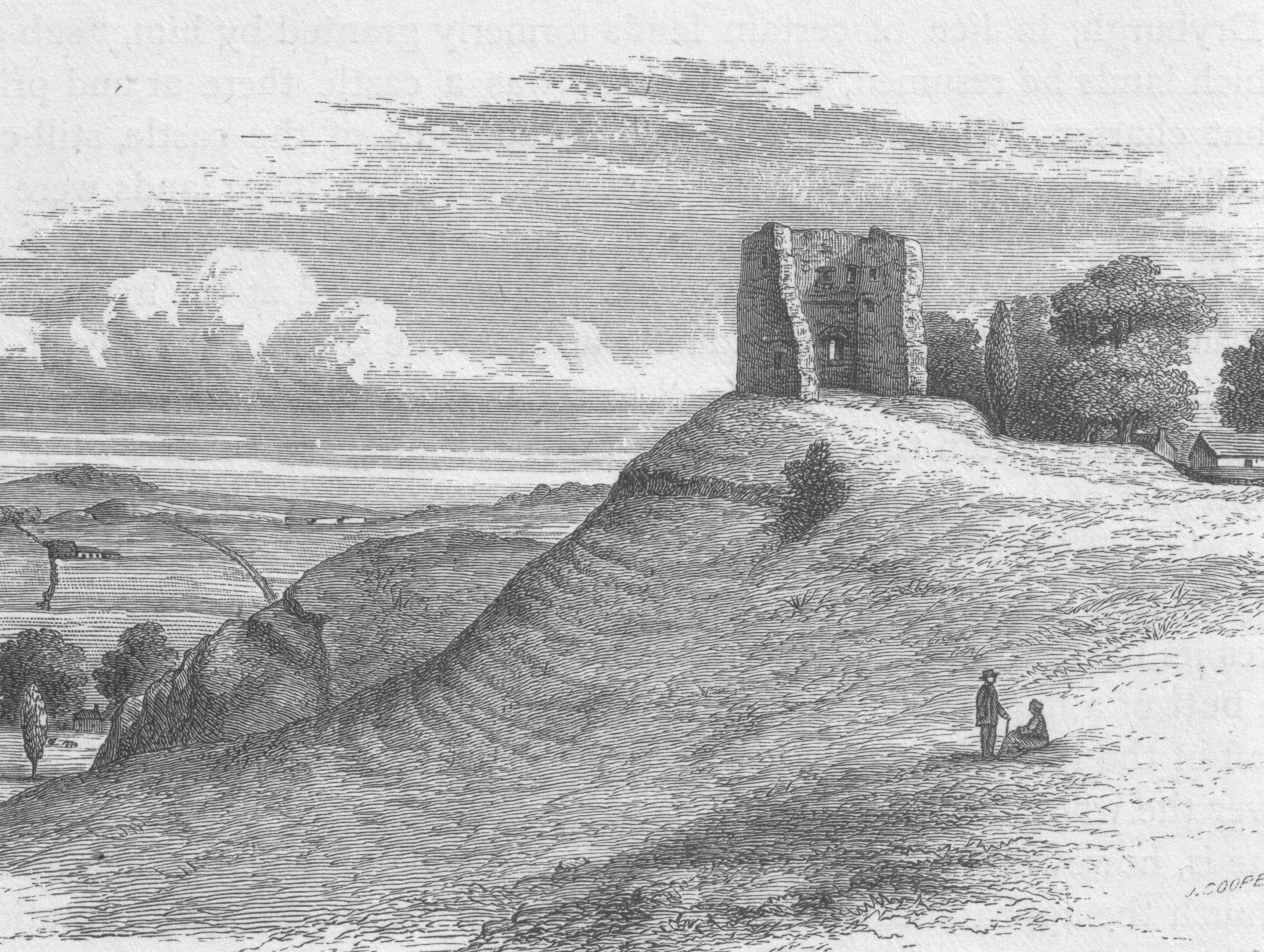
Castelo Giffen em 1835, Escócia.

O Castelo Giffen (em inglês:  Giffen Castle) é um castelo do século XV atualmente em ruínas localizado em Beith, North Ayrshire, Escócia.

## História
Macgibbon e Ross sugerem que a estrutura foi construída no século XV, tendo ficado em ruínas em 1726 e finalmente colapsado em 1838. As últimas ruínas restantes foram demolidas em cerca de 1920.
Um lintel por cima da porta da casa adjacente designada Mains House, contém a inscrição 'RC MC 1758'.
O castelo foi protegido na categoria B do listed building, em 14 de abril de 1971.